# Оккупация Ганновера
Оккупация Ганновера произошла в 1803 году во время Наполеоновских войн, когда армия Франции под командованием Эдуара Мортье вторглась и оккупировала Ганноверское курфюршество после разрыва Амьенского мирного договора. Ганновер находился под властью Великобритании во главе с Георгом III. Итогом вторжения в Ганновер стало изгнание Великобритании и занятие территории Ганновера до 1913 года.

## Вторжение
18 мая 1803 года началась война Франции и Великобритании. Наполеон сконцентрировал большую часть армии на побережье Ла-Манша, готовясь к высадке в Великобританию. Перед вторжением на Британские острова Наполеон решил разобраться со слабым противником на континенте, направив 13 000 солдат под командованием Мортье в атаку на Ганновер.
Курфюршество обороняли ганноверская армия и местное ополчение под командованием герцога Кембриджского, сына Геогра III, и графа Вальмодена.
Армия Франции продвигалась без особого сопротивления. 4 июня французские войска заняли Ганновер. 5 июня Вальмоден подписал Артленбургское соглашение, без согласия Геогра III. Единственными мерами предпринятыми Великобританией в ответ на потерю региона стала блокада рек Эльбы и Везера Королевским флотом.